# Cordia peragrans
Cordia peragrans är en insektsart som först beskrevs av Carl Stål 1855.  Cordia peragrans ingår i släktet Cordia och familjen spottstritar. Inga underarter finns listade i Catalogue of Life.